# Dirk Sager

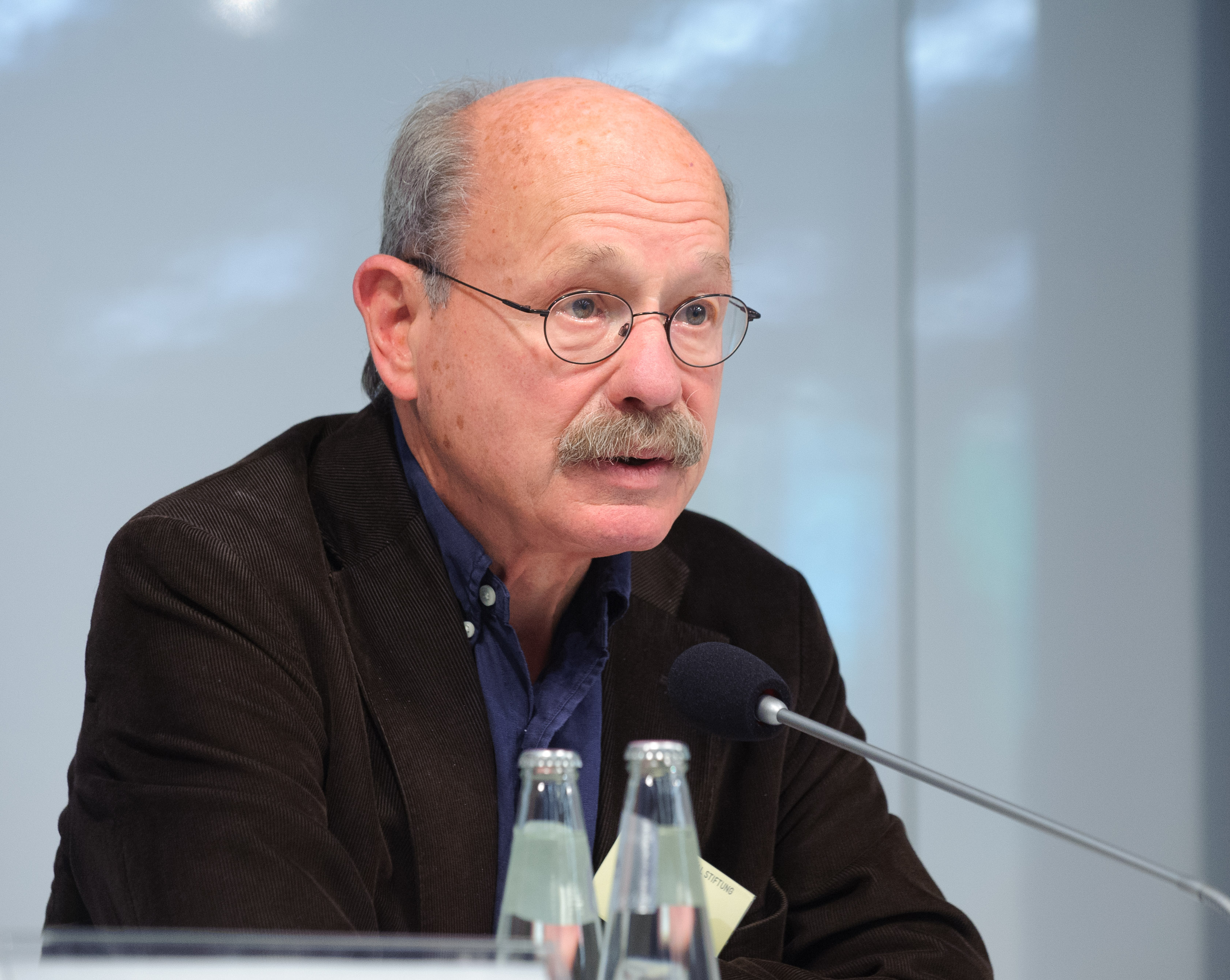
Dirk Sager, 2012

Dirk Sager (* 13. August 1940 in Hamburg; † 2. Januar 2014 in Potsdam) war ein deutscher Journalist. Er war unter anderem als Leiter des ZDF-Magazins Kennzeichen D tätig.

## Leben
Aufgewachsen ist Dirk Sager in Neumünster (Schleswig-Holstein). Dort besuchte er die Gartenschule (Grundschule) und wechselte dann nach der 4. Klasse auf die Holsten-Schule (Gymnasium). Später war er Schüler des Landerziehungsheims Schule Marienau in Dahlem-Marienau. Von dort aus ging er im Schuljahr 1958/59 für ein Jahr als Austauschschüler an die Stockbridge School in Massachusetts (USA).
Nach dem Abitur am Landerziehungsheim Schule Marienau im Jahr 1961 studierte Sager von 1962 bis 1968 Amerikanistik, Politische Wissenschaft und Publizistik an der Freien Universität Berlin. Seine journalistische Laufbahn begann er nach Volontariaten und freien journalistischen Tätigkeiten (u. a. bei Radio Bremen) 1966 als Redakteur bei RIAS Berlin, wo er bis 1968 tätig war. Seit 1968 arbeitete Dirk Sager für das ZDF.
Für das ZDF war Dirk Sager u. a. Korrespondent in Ost-Berlin, Moskau und Washington, D.C. Von 1984 bis 1990 leitete er die Redaktion des Polit-Magazins Kennzeichen D. 1987 wurde dem ZDF anlässlich des Besuchs Erich Honeckers in der BRD gestattet, eine Ausgabe von Kennzeichen D  als Livesendung aus dem Ost-Berliner Palast der Republik zu übertragen, bei der Dirk Sager ein Interview mit Egon Bahr führte. Eine derartige Offenheit der Presseverantwortlichen der DDR gegenüber Politikjournalisten aus der BRD galt damals als Sensation.
Von 1990 bis März 2004 war Dirk Sager, abgesehen von einer gut einjährigen Unterbrechung als Chef des ZDF-Studios Brandenburg, Leiter des ZDF-Studios in Moskau (vgl. Russlandberichterstattung in Deutschland) und machte seither vor allem Reisereportagen. Seine Nachfolgerin im Studio Moskau wurde Britta Hilpert.
Sager war Mitglied des PEN-Zentrums Deutschland.
Er starb am 2. Januar 2014 in Potsdam. Die Trauerfeier fand auf dem Südwestkirchhof Stahnsdorf statt.

## Auszeichnungen
- 1997: Deutscher Kritikerpreis mit Friedhelm Brebeck und Friedrich Schreiber
- 2002: Hanns-Joachim-Friedrichs-Preis

## Veröffentlichungen
- Betrogenes Russland. Jelzins gescheiterte Demokratie. Bertelsmann, München 1996, ISBN 3-570-12260-3.
- Wolfgang Homering (Hrsg.): Stefan Heym. Im Gespräch mit Dirk Sager (Zeugen des Jahrhunderts). Ullstein, Berlin 1999, ISBN 3-548-33255-2.
- Russlands hoher Norden. Eine Reise von St. Petersburg bis zum Polarmeer. Rowohlt, Berlin 2005, ISBN 3-87134-513-X.
- Berlin–Saigon. Eine Reise in die andere Hälfte der Welt. Rowohlt, Berlin 2007, ISBN 978-3-87134-560-9.
- Pulverfass Russland. Wohin steuert die Großmacht? Rowohlt, Berlin 2007, ISBN 978-3-87134-592-0.
- Begleitende Gesänge: Anmerkungen zu einem sehr deutschen Disput über das Putinsche Russland. In: Katharina Kucher, Gregor Thum, Sören Urbansky (Hrsg.): Stille Revolutionen. Die Neuformierung der Welt seit 1989. Campus Verlag, Frankfurt am Main / New York 2013, ISBN 978-3-593-39851-8.